# Italo Manzi
Pour les articles homonymes, voir Manzi.
Italo Manzi (Buenos Aires, 23 juin 1931 - Paris 13e, 2 avril 2017) est un journaliste, historien de cinéma, critique de cinéma et écrivain argentin.

## Biographie
Né à Buenos Aires où il étudie les lettres et langues étrangères, en 1962 il devient boursier du gouvernement français et il obtient une licence à la Sorbonne en langues et littératures scandinaves. Professeur de littérature à l’Université de Buenos Aires, il habite Paris depuis 1980. Traducteur à l’Unesco, il est auteur d'articles et d'essais sur le cinéma.
En 2009, le court métrage documentaire Italo et le nouveau monde de Jean-Baptiste Bonnet lui a été consacré.

## Publications
- Poésie partielle - 1965-1978, Italo Manzi, Éditions Saint-Germain-des-Prés, 1978
- Le Regard partagé de Miguel Angel Gutiérrez, Lucila Viso et Italo Manzi, 1979
- La Presencia Francesa en el Cine Argentino, éd. Cuadernos Hispanoamericanos, 2002
- Encyclopédie des longs métrages français de fiction 1929-1979 - Volume 1, éd. L'@ide-mémoire, 2010[4], avec Armel de Lorme, Raymond Chirat et Christophe Bier
- Min vilda vän (Cartas a Italo Manzi) de Manuel Puig, Del Centro Editores, Madrid, 2010[5]
- Ceux de chez lui ou Le Cinéma de Sacha Guitry et ses interprètes - Volume 1 : De Pauline Carton à Howard Vernon, coécrit avec Raymond Chirat et Armel de Lorme, éd. L'@ide-mémoire, 2010,  (ISBN 978-2952606530)
- Dictionnaire des films français pornographiques et érotiques en 16 et 35 mm, éd. Serious Publishing, sous la direction de Christophe Bier coécrit avec Grégory Alexandre, Edgard Baltzer, Daniel Brémaud, François Cognard, Serène Delmas, Maxime Delux, Denis Duicq, Gilles Esposito, Dominique Forma, Pierre-Arnaud Jonard, Hervé Joseph Lebrun, Emmanuel Levaufre, Armel de Lorme, Patrick Meunier, Alain Minard, Francis Moury, Britt Nini, Jean-François Rauger, Frédéric Thibaut et Jacques Zimmer[6],[7], 2011,  (ISBN 978-2363200013)